# Trận chung kết Giải vô địch bóng đá thế giới 1958
Trận chung kết giải vô địch bóng đá thế giới 1958 là trận đấu bóng đá diễn ra ngày 29 tháng 6 năm 1958 tại Sân vận động Råsunda, Solna, Thụy Điển giữa hai đội Brasil và Thụy Điển để xác định nhà vô địch của Giải vô địch bóng đá thế giới 1958. Chung cuộc Brasil đã giành thắng lợi 5–2 trước Thụy Điển để lần đầu tiên có được chức vô địch bóng đá thế giới.

## Tóm tắt trận đấu
Trận chung kết giải vô địch bóng đá thế giới 1958 được tổ chức tại Sân vận động Råsunda, Solna (phía bắc thủ đô Stockholm của Thụy Điển) dưới sự chứng kiến của 51.000 khán giả, trong đó có vua Thụy Điển Gustav.
Thụy Điển vươn lên dẫn trước chỉ sau bốn phút thi đấu với pha dứt điểm của đội trưởng Nils Liedholm. Tuy nhiên chỉ năm phút sau đó, Vavá đã gỡ hòa cho Brasil và đến phút 32 cũng chính Vavá đem về lợi thế dẫn bàn 2–1 cho Brasil cho đến khi kết thúc hiệp 1. Cả hai bàn thắng đều do Garrincha kiến tạo. Bàn thắng thứ ba của Brasil do Pelé ghi được coi là một trong những bàn thắng đẹp nhất lịch sử World Cup: Pelé lốp bóng qua một trung vệ trước khi sút quả bóng sống đang rơi xuống vào lưới thủ thành Kalle Svensson. Mário Zagallo ghi bàn thắng nâng tỉ số lên 4–1 ở phút 68. Thụy Điển ghi được một bàn nữa ở phút 80 do công Simonsson và Pelé ấn định tỷ số 5–2 của trận đấu ở phút cuối cùng với cú đánh đầu từ đường chuyền của Zagallo, chính thức đem về danh hiệu vô địch bóng đá thế giới đầu tiên cho Brasil.
Kết thúc trận đấu, để thể hiện tinh thần thể thao, các cầu thủ Brasil đã diễu hành quanh sân với quốc kỳ Thụy Điển và Pelé cũng nhận được sự tung hô từ đám đông khán giả. Toàn đội Brasil sau đó cũng nhận được sự chúc mừng của vua Thụy Điển Gustav.
Với chiến thắng này, Brasil cũng trở thành đội bóng đầu tiên vô địch một giải vô địch bóng đá thế giới mà không phải tổ chức trên châu lục của mình. Đây cũng là trận chung kết giải vô địch bóng đá thế giới có nhiều bàn thắng nhất trong lịch sử. Với các bàn thắng trong trận chung kết này, Nils Liedholm trở thành cầu thủ lớn tuổi nhất ghi bàn trong một trận chung kết giải vô địch bóng đá thế giới, ngược lại Pelé lập kỷ lục cầu thủ trẻ nhất ghi bàn trong một trận chung kết giải vô địch bóng đá thế giới (17 tuổi và 249 ngày).

## Chi tiết
| Brasil                                     | 5–2      | Thụy Điển                   |
| ------------------------------------------ | -------- | --------------------------- |
| Vavá 9', 32' · Pelé 55', 90' · Zagallo 68' | Chi tiết | Liedholm 4' · Simonsson 80' |

| Brazil | Thụy Điển |

|                         |    |                       |  |
|                         |    |                       |  |
| TM                      | 3  | Gilmar                |  |
| HV                      | 4  | Djalma Santos         |  |
| HV                      | 15 | Orlando               |  |
| HV                      | 2  | Hideraldo Bellini (c) |  |
| HV                      | 12 | Nilton Santos         |  |
| TV                      | 19 | Zito                  |  |
| TV                      | 6  | Didi                  |  |
| TV                      | 11 | Garrincha             |  |
| TV                      | 7  | Mário Zagallo         |  |
| TĐ                      | 20 | Vavá                  |  |
| TĐ                      | 10 | Pelé                  |  |
| Huấn luyện viên trưởng: |    |                       |  |
| Vicente Feola           |    |                       |  |

|                         |    |                   |  |
|                         |    |                   |  |
| TM                      | 1  | Kalle Svensson    |  |
| HV                      | 2  | Orvar Bergmark    |  |
| TV                      | 6  | Sigvard Parling   |  |
| TV                      | 14 | Bengt Gustavsson  |  |
| HV                      | 3  | Sven Axbom        |  |
| TV                      | 15 | Reino Börjesson   |  |
| TV                      | 8  | Gunnar Gren       |  |
| TV                      | 4  | Nils Liedholm (c) |  |
| TV                      | 7  | Kurt Hamrin       |  |
| TV                      | 11 | Lennart Skoglund  |  |
| TĐ                      | 9  | Agne Simonsson    |  |
| Huấn luyện viên trưởng: |    |                   |  |
| George Raynor           |    |                   |  |

| - Trợ lý trọng tài: - Albert Dusch (Đức) - Juan Gardeazabal (Tây Ban Nha) | LUẬT - Thi đấu chính thức 90 phút - Thi đấu thêm 30 phút hiệp phụ nếu bất phân thắng bại - Sút luân lưu nếu vẫn bất phân thắng bại - không được phép thay người |